# 上汽红岩
上汽依维柯红岩商用车有限公司是一家总部位于中国重庆市的汽車合資公司，由上汽集团（作为多数股东）、重慶機電控股(集團)公司和上汽依维柯商用车投资有限公司共同拥有。该公司主要生产以依维柯的汽車產品为基础的红岩牌重型卡车。上汽依维柯红岩工厂位于重庆的两江新区，该制造工厂以依维柯马德里工厂为原型。

## 历史
上汽红岩的歷史最早可追溯至1965年10月1日創建的四川汽车制造厂。2003年1月，由四川汽车制造厂改制而來的重庆重型汽车集团与湘火炬投资有限公司、德隆国际投资公司共同组建重庆红岩汽车有限责任公司。湘火炬拥有51％的股份，其母公司德隆拥有4％的股份，其余股份由重庆重汽集团持有。德隆股價崩盘后，湘火炬购买了其母公司的股份。 2003年12月，湘火炬与意大利依维柯公司签署了合作协议，依维柯將与重庆红岩联合生產高端重型汽车。 2005年，湘火炬的主要股东德隆破产。此时，重庆市国有资产监督管理委员会（重庆重汽集团的所有者）将湘火炬趕走，并开始對重庆红岩進行重組。2005年12月，上汽集团、依维柯與重庆红岩在重庆签署《合资合作框架协议》。2006年，上汽与依维柯組建上汽依维柯商用车投资有限公司，後又收购重庆红岩汽车有限公司67%的股份。2007年6月15日，上汽依维柯红岩商用车有限公司正式成立。2016年12月，上汽依维柯商用车投资有限公司宣佈其在上汽红岩的股份减持至12.08％，而上汽将直接持有上汽紅岩53.92％的股份，重庆重型汽车集团的母公司重慶機電控股(集團)公司则持有上汽紅岩34℅的股份。2018年，上汽集团又从上汽依维柯商用车投资有限公司手中收购了3.04％的股份。